# Mon fils
Pour les articles homonymes, voir Mon fils (série télévisée).
Pour l’article ayant un titre homophone, voir Monfils.
Pour plus de détails, voir Fiche technique et Distribution.
Mon fils (en hébreu ערבים רוקדים (ʔaʁavīm ʁōqdīm) :  Les Arabes dansent, en allemand Mein Herz tanzt) est un film franco-germano-israélien d’Eran Riklis, sorti en 2014. Le scénario, de Sayed Kashua, est inspiré de ses deux livres, Les Arabes dansent aussi et La Deuxième personne.

## Synopsis
Eyad, un brillant élève arabe israélien, est admis dans un internat prestigieux à Jérusalem, où il est le seul élève arabe. D’abord soumis aux moqueries de ses camarades juifs, il s’intègre et a une petite amie juive, Naomi. Celle-ci doit cacher sa relation à ses proches.
Dans le cadre d’activités bénévoles, il se lie d’amitié avec un lycéen handicapé déscolarisé Yonatan, et avec sa mère Edna, dont il devient un soutien important. Leur ressemblance et l’aggravation de l’état de santé de son ami l’amènent à emprunter l’identité de Yonathan.

## Fiche technique
La musique du film est de Yonathan Riklis, fils du réalisateur
- Dates de sortie :
  - Israël : 10 juillet 2014 (Festival international du film de Jérusalem) / 27 novembre 2014 (sortie nationale)
  - Suisse : 7 août 2014 (Festival international du film de Locarno)
  - États-Unis : 10 octobre 2014 (Festival international du film des Hamptons)
  - Belgique : 31 décembre 2014
  - France : 11 novembre 2014 (Festival du film de Sarlat) / 11 février 2015 (sortie nationale)

## Distribution
- Tawfeek Barhom : Eyad
- Michael Moshonov : Yonatan
- Daniel Kitsis : Naomi
- Yaël Abecassis : Edna, la mère d’Yonatan
- Ali Suliman : Salah, le père d’Eyad
- Marlene Bajali : Aisha, la grand-mère d’Eyad
- Laëtitia Eïdo : Fahima, la mère d’Eyad
- Razi Gabareen : Eyad enfant
- Norman Issa : Jamal, l’instituteur
- Khalifa Natour : Bassem, ami de Salah au café
- Kais Nashef : Wassim, ami de Salah au café
- Loai Nofi : Wajdi, le présentateur télé
- Rona Lipaz-Michael : la directrice d'école à Jérusalem
- Shirli Deshe : le professeur de littérature
- Keren Tzur : le professeur d'histoire
- Shani Klein : l'infirmière
- Tarik Kopty : l’épicier